# سنتز رابینسون–گابریل
سنتز رابینسون-گابریل(به انگلیسی: Robinson–Gabriel synthesis) یک واکنش آلی است که در آن یک ۲-آسیل‌آمینو-کتون، به صورت درون مولکولی واکنش نشان می‌دهد و به دنبال آن با یک واکنش آب‌زدایی (دهیدراسیون)، به یک اکسازول تبدیل می‌شود. برای کاتالیز کردن این واکنش به یک عامل سیکلودهیدراسیون نیاز استسنتز رابینسون–گابریل به افتخار سر رابرت رابینسون و زیگموند گابریل که این واکنش را به ترتیب در سال ۱۹۰۹ و ۱۹۱۰ توصیف کردند، نامگذاری شده‌است.
۲-آسیل‌آمینو-کتون آغازین در این سنتز را می‌توان به وسیله واکنش داکین–وست تهیه نمود.

## سازوکار واکنش
پروتونه شدن پاره‌مولکول کتو (۱) به دنبال آن حلقه‌زایی (۲) آب‌زدایی (۳)، حلقه اکسازول خاصیت بازی کمی دارد در نتیجه ماده شروع‌کننده ۲-آسیل‌آمیدوکتون ممکن است به آسانی خنثی شود (4). با علامت گذاری اتمی مشخص شده‌است که اکسیژن آمید قوی‌ترین باز لوئیسی است و بنابراین، این اکسیژن در حلقه اکسازول قرار می‌گیرد.